# Bryan Castillo
Bryan Castillo (Valparaíso, Región de Valparaíso, Chile) es un futbolista chileno que juega de mediocampista. Es el hermano mayor del jugador de Santiago Wanderers Jefferson Castillo, actualmente cedido en Deportes Copiapó.

## Carrera
Se inició en la tercera división del fútbol chileno jugando por Municipal Limache a los dieciséis años y luego formó parte de las inferiores de Santiago Wanderers.
Su debut en el primer equipo caturro se dio durante el 2007 donde jugó varios partidos donde lo hizo como mediocampista y delantero. Cuando finalizó el Torneo de Clausura 2007 fue enviado a reforzar el equipo sub-19 de los caturros que logró el segundo lugar en el campeonato de la categoría ese año.
Durante el primer semestre del 2008 fue considerado por el técnico Gustavo Huerta para jugar en el primer equipo de Wanderers pero tras varios partidos su rendimiento fue irregular, por lo cual, con la llegada de Jorge Aravena a la banca del equipo, fue enviado a préstamo a Unión Quilpué. En este equipo llegó a disputar la liguilla de permanencia durante el 2008 y se mantuvo en el equipo durante el 2009. Tras ser pieza fundamental en el equipo quilpueíno, regresó a Santiago Wanderers por problemas entre este último equipo y Unión Quilpué.
En el 2010 es enviado a Trasandino, donde logra su mejor campaña, al llevar a su equipo a pelear el ascenso a Primera B hasta la última fecha y logra el título de mejor jugador de la división. Tras su paso por el club andino regresa a Santiago Wanderers pero nuevamente no es considerado por el técnico siendo nuevamente enviado a préstamo, esta vez es enviado a San Antonio Unido.

## Clubes
| Club                    | País  | Temporadas |
| ----------------------- | ----- | ---------- |
| Santiago Wanderers      | Chile | 2007-2008  |
| Unión Quilpué           | Chile | 2008-2009  |
| Trasandino de Los Andes | Chile | 2010       |
| San Antonio Unido       | Chile | 2011       |
| Deportes Temuco         | Chile | 2012       |
| Deportes Puerto Montt   | Chile | 2013       |
| Deportes Iberia         | Chile | 2013-2015  |

## Palmarés

### Campeonatos nacionales
| Título           | Club                  | País  | Año       |
| ---------------- | --------------------- | ----- | --------- |
| Segunda División | Iberia de Los Ángeles | Chile | 2013/2014 |

### Distinciones individuales
| Distinción                       | Año  |
| -------------------------------- | ---- |
| Mejor Futbolista Amateur del Año | 2010 |